# Ducado de Oldemburgo
Oldemburgo (Baixo-alemão: Ollnborg) é um estado histórico da atual Alemanha, cujo nome se originou de sua capital, Oldemburgo. Oldemburgo existiu de 1774 até 1810 como um Estado autônomo. Estava localizado próximo a foz do rio Weser. A família governante de Oldemburgo foi a Casa de Holstein-Gottorp.